# Kostejiw

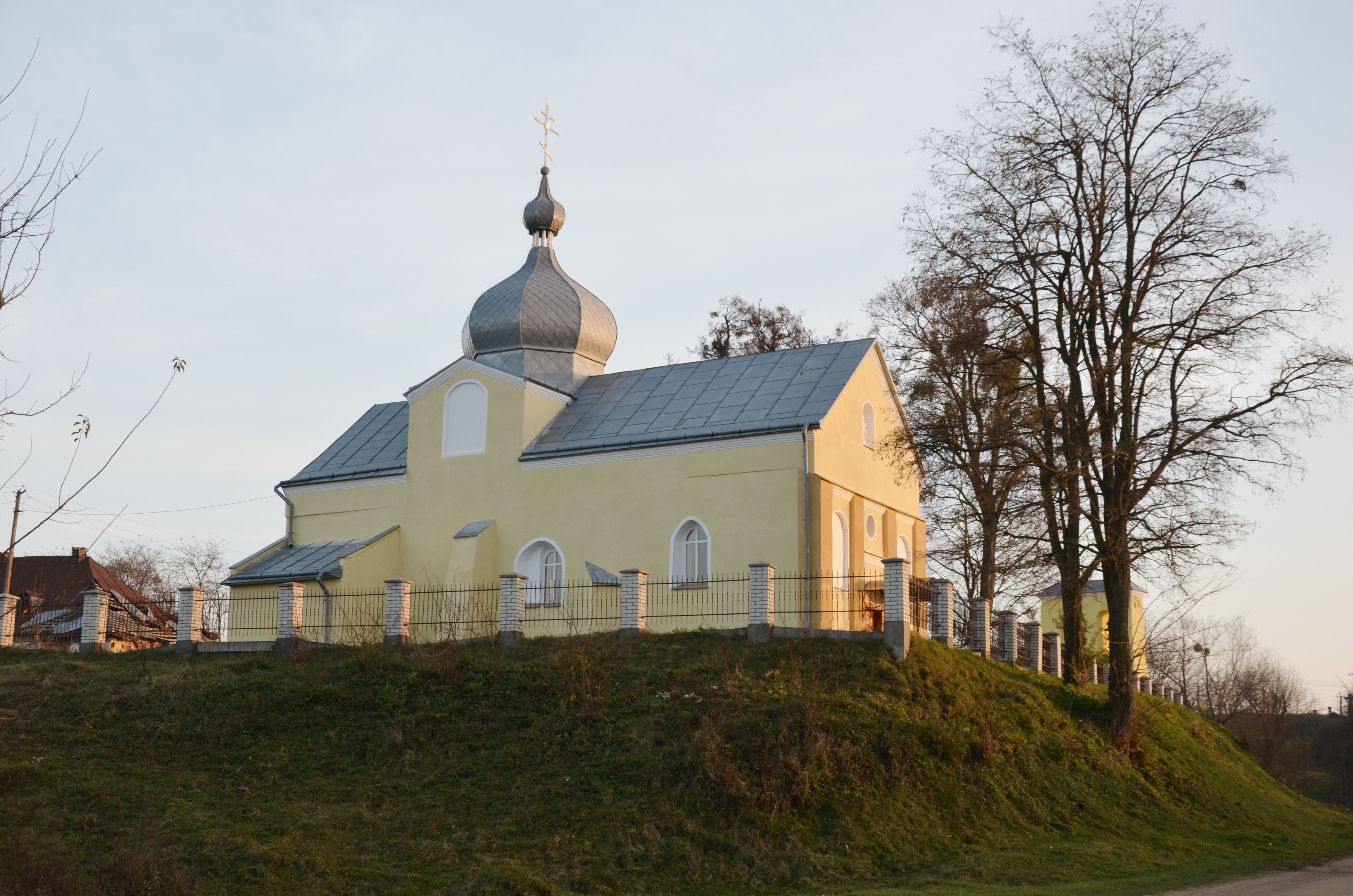
Kirche in Kostejiw

Kostejiw (ukrainisch Костеїв; russisch Костеев Kostejew, polnisch Kościejów) ist ein Dorf in der westukrainischen Oblast Lwiw mit etwa 190 Einwohnern.
Am 12. Juni 2020 wurde das Dorf ein Teil der neu gegründeten Siedlungsgemeinde Kulykiw im Rajon Lwiw, bis dahin gehörte es verwaltungstechnisch zur Siedlungsratsgemeinde Kulykiw.

## Geschichte
Der Ort wurde im Jahre 1377 als Kosczieiow urkundlich erwähnt, als er von Wladislaus II. von Oppeln, dem Statthalter in der „Rus“, mit Saschkiw (Zaskovicz), Krotoschyn (Krohoszin) und 4 Höfen in Merwytschi (Mervicz) den Dominikanern in Lemberg zugeteilt wurde. Im Jahre 1397 wurde Coszczessovo ins Deutsche Recht übertragen. Später wurde es als Koszceyow (1399), Cosczeow (1469), Cosczeyow (1473), Cosczelow (1515), Kosczieiow (1578), und so weiter, erwähnt. Der Name ist possessiv abgeleitet entweder vom ukrainischen Космей oder polnischen Kościej (< kość, Knochen).
Er gehörte zunächst zum Lemberger Land in der Woiwodschaft Ruthenien der Adelsrepublik Polen-Litauen. Im Jahre 1399 gab der Erzbischof Jakub Strzemię (Jakup Strepa) dem Dorf das Privileg zum Bau der römisch-katholischen Kirche. Im Jahre 1430 wurde die römisch-katholische Pfarrei errichtet.
Bei der Ersten Teilung Polens kam das Dorf 1772 zum neuen Königreich Galizien und Lodomerien des habsburgischen Kaiserreichs (ab 1804).
Im Jahre 1900 hatte die Gemeinde Kościejów 94 Häuser mit 545 Einwohnern, davon 532 polnischsprachige, 7 ruthenischsprachige, 6 deutschsprachige, 502 römisch-katholische, 38 griechisch-katholische, 4 Juden, 1 anderen Glaubens.
Nach dem Ende des Polnisch-Ukrainischen Kriegs 1919 kam die Gemeinde zu Polen. Im Jahre 1921 hatte sie 105 Häuser mit 578 Einwohnern, davon alle Polen, 551 römisch-katholische, 23 griechisch-katholische, 4 Juden (Religion).
Im Zweiten Weltkrieg gehörte der Ort zuerst zur Sowjetunion und ab 1941 zum Generalgouvernement, ab 1945 wieder zur Sowjetunion, heute zur Ukraine.

## Sehenswürdigkeiten
- Ehemalige römisch-katholische Kirche, jetzt orthodoxe, erbaut im 15. Jahrhundert;